# Rok Petrovič
Rok Petrovič (Ljubljana, 5. veljače 1966. – kod Vele Luke, 16. rujna 1993.), bio je slovenski alpski skijaš, po ocu hrvatskog podrijetla. Podrijetlom je s Korčule.

## Životopis
Sin je poznatog športskog psihologa Krešimira Petroviča, profesora na ljubljanskom sveučilištu, koji se isticao agresivnim i inovativnim pristupom športu i koji je bio jedan od prvih koji je istakao značaj psihološke pripreme športaša, zbog čega je upravo on svojim savjetima za razvitak psiholoških kvaliteta značajno utjecao na ono što je uslijedilo, uspješnu športsku karijeru svog sina Roka.
Prvi uspjeh mu je bio naslov juniorskog svjetskog prvaka u slalomu 1983. godine u talijanskom Sestriereu. Poslije toga karijera mu je u naglom usponu. U sezoni 1985/1986. pobjeđuje u pet utrka slaloma, osvaja jedno drugo i jedno treće mjesto i postaje prva osoba iz bivše SFR Jugoslavije te Slovenije koja je osvojila mali kristalni globus u Svjetskom kupu. U sezonama koje su slijedile nije ponovio takav uspjeh. Imao je tek jedno drugo mjesto u slalomu u Kranjskoj Gori, u utrci u kojoj je pobijedio Bojan Križaj. Karijeru je završio nakon Zimskih olimpijskih igara u Calgaryju. Posljednji natjecateljski skijaški nastup imao je 10. ožujka 1989. godine u Shigakogenu, u slalomu Svjetskoga kupa, završivši utrku na 15. mjestu. 1989. godine prestao je profesionalno baviti se skijanjem i posvetio se studiju športa na Fakultetu za šport u Ljubljani sveučilišta u Ljubljani. Diplomirao je 1991. godine na temu Kršitve človekovih svoboščin in pravic v športu (Kršenje ljudskih sloboda i prava u športu), s prosječnom ocjenom 9,5. Nastavlja s postdiplomskim studijem. U jesen 1993. godine, nešto prije obrane magistarskog rada Diskretno simulacijsko modeliranje biomehanskih struktur osnov alpskega smučanja (Diskretno simulacijsko modeliranje biomehaničkih struktura osnova alpskoga skijanja), otišao je na otok svojih predaka, Korčulu. Poginuo je pri ronjenju na otoku Korčuli, utopivši se 16. rujna 1993. godine. Imao je samo 27 godina. Magistrom je postao posmrtno.

## Juniorsko svjetsko prvenstvo u skijanju

### Pobjeda
| Nadnevak         | Skijalište | Disciplina |
| ---------------- | ---------- | ---------- |
| 4. veljače 1983. | Sestriere  | Slalom     |

## Svjetski kup

### Pobjede
| Nadnevak           | Skijalište      | Disciplina |
| ------------------ | --------------- | ---------- |
| 1. prosinca 1985.  | Sestriere       | Slalom     |
| 21. prosinca 1985. | Kranjska Gora   | Slalom     |
| 2. veljače 1986.   | Wengen          | Slalom     |
| 25. veljače 1986.  | Lillehammer     | Slalom     |
| 11. ožujka 1986.   | Heavenly Valley | Slalom     |

### Druga i treća mjesta
| Nadnevak           | Skijalište    | Disciplina |    |
| ------------------ | ------------- | ---------- | -- |
| 20. ožujka 1985.   | Park City     | Slalom     | 2. |
| 2. ožujka 1986.    | Geilo         | Slalom     | 3. |
| 20. prosinca 1987. | Kranjska Gora | Slalom     | 2. |

## Vanjske poveznice
- (slov.) 10 godina smrti Roka Petroviča, 24ur.com, 16. rujna 2003., (u pismohrani archive.org, 20. rujna 2003.)